# 3716 Petzval
3716 Petzval (1980 TG) là một tiểu hành tinh vành đai chính được phát hiện ngày 2 tháng 10 năm 1980 bởi A. Mrkos ở Klet.